# Обије (село)
Обије (фр. Aubiers) насеље је и општина у западној Француској у региону Поату-Шарант, у департману Де Севр која припада префектури Бресир.
По подацима из 2011. године у општини је живело 5507 становника, а густина насељености је износила 55,72 становника/km². Општина се простире на површини од 98,83 km². Налази се на средњој надморској висини од 126 метара (максималној 211 m, а минималној 94 m).

## Демографија
| 1962. | 1968. | 1975. | 1982. | 1990. | 1999. | 2011. |
| ----- | ----- | ----- | ----- | ----- | ----- | ----- |
| 4.118 | 4.034 | 4.534 | 4.896 | 5.080 | 4.992 | 5.507 |

График промене броја становника у току последњих година